# Lupin III: Babylons guld
Lupin III: Babylons guld (japanska ルパン三世 バビロンの黄金伝説, Lupin sansei: Babylon no ōgon densetsu) är en japansk animerad äventyrsfilm från 1985. Den är regisserad av Seijun Suzuki och Shigetsugu Yoshida.

## Handling
Äventyret tar sin början i New York. Lupin III, sonson till världsberömde mästertjuven Arsene Lupin, träffar en dam som reciterar en ramsa om Babylons guld. Ramsan leder Lupin och hans vänner till Mellanöstern och därefter tillbaka till New York. Det visar sig till slut att Babylons guld verkar vara begravt under Madison Square Garden. Ryktet om att Babylons guld existerar och finns i New York har spridit sig, och det dröjer inte länge innan såväl polisen som maffian har tagit upp jakten.

### Rollista (japanska)
| Karaktär             | Röst                            |
| -------------------- | ------------------------------- |
| Arsene Lupin         | Yasuo Yamada                    |
| Fujiko Mine          | Eiko Masuyama                   |
| Daisuke Jigen        | Kiyoshi Kobayashi               |
| Goemon Ishikawa      | Makio Inoue                     |
| Kommissarie Zenigata | Gorō Naya                       |
| Rosetta              | Toki Shiozawa Naoko Kawai (ung) |
| Marciano             | Maki Carrousel                  |
| Kowalski             | Chikao Ōtsuka                   |
| Willy                | Obon                            |
| Chen                 | Kobon                           |
| Caramel              | Fumi Hirano                     |
| Chinjao              | Keiko Han                       |
| Zakusukaya           | Rihoko Yoshida                  |
| Saranda              | Keiko Toda                      |
| Lasanga              | Saeko Shimazu                   |
| Sam                  | Kenichi Ogata                   |

## Om filmen
Filmen är den sjätte filmatiseringen av Monkey Punchs manga om Lupin III.
På grund av rättighetstvist med Maurice Leblancs arvtagare ändrades filmens titel till Rupan the Third: The Gold Of Babylon när den släpptes på Laserdisc och WHS i USA.
Filmen var sista gången som Yasuo Yamada gjorde Lupins röst på film innan han gick bort.
Detta är även den enda filmen i den så kallade "Pink Jacket"-serien därav Lupins Rosa kavaj.